# Margaret Moffet Law
Margaret Moffet Law (1871–1958) foi uma artista americana
O seu trabalho encontra-se incluído nas colecções do Museu Smithsoniano de Arte Americana, do Montgomery Museum of Fine Arts e do Gibbes Museum of Art.